# Provincia de Samarcanda
Samarcanda (en uzbeko: Samarqand viloyati o Самарқанд вилояти) es una de las doce provincias que, junto con la república autónoma Karakalpakia y la ciudad capital Taskent, conforman la República de Uzbekistán. Su capital es la homónima Samarcanda. Está ubicado en el centro del país, limitando al oeste y norte con Navoi, al este con Djizaks, al sureste con Tayikistán y al sur con Kashkadar.

## Historia
La provincia de Samarcanda fue establecida el 15 de enero de 1938.

## Divisiones administrativas
|    | Nombre del distrito     | Capital del distrito |
| -- | ----------------------- | -------------------- |
| 1  | Distrito Bulungur       | Bulungur             |
| 2  | Distrito de Ishtikhon   | Ishtikhon            |
| 3  | Distrito de Jomboy      | Jomboy               |
| 4  | Distrito de Kattakurgan | Paishanba            |
| 5  | Distrito de Koshrabot   | Koshrabot            |
| 6  | Distrito de Narpay      | Oqtosh               |
| 7  | Distrito de Nurobod     | Nurobod              |
| 8  | Distrito de Oqdarya     | Laish                |
| 9  | Distrito de Pakhtachi   | Ziadin               |
| 10 | Distrito de Payariq     | Payariq              |
| 11 | Distrito de Pastdargom  | Juma                 |
| 12 | Distrito de Samarqand   | Gulabad              |
| 13 | Distrito de Toyloq      | Toyloq               |
| 14 | Distrito de Urgut       | Urgut                |

Latinización de los nombres de los distritos de acuerdo a Samarqand regional web site on gov.uz